# Thaumasia Planum
Il Thaumasia Planum è una struttura geologica della superficie di Marte.